# Izgói
Izgói (изгой (sing.) y изгои (pl.), izgóy) es un término que se encuentra en la Rus de Kiev medieval. En los primeros documentos se usaba para indicar a huérfanos protegidos por la iglesia. En la escritura historiográfica del período se refiere a un príncipe de la Rus que era excluido de la sucesión del trono de Kiev debido a que su padre no había ocupado el trono antes que él.
En la Rus de Kiev, así como con el infantazgo y a principios de la Rusia moscovita, se practicaba la sucesión colateral en vez de la sucesión lineal, siendo el trono pasado del hermano mayor al menor, y luego a los primos hasta el cuarto en la línea de una generación antes de pasarlo al miembro mayor de una línea superior, mientras que su padre haya ocupado el trono de Kiev. Los príncipes fueron colocados en una jerarquía, "escalera" o "escalera caracol" de principados que Serguéi Soloviov llamó "Sistema Rota" (rota es el término del antiguo eslavo eclesiástico para escalera), con Kiev como el pináculo. Cuando el Gran Príncipe de Kiev moría, el siguiente príncipe de la escalera ascendía y el resto avanzaba un peldaño junto a él. Cualquier príncipe cuyo padre había muerto antes que su abuelo, el Gran príncipe, es decir que no había ocupado el trono, era excluido de la sucesión y se lo conocía como izgói.
El término aparece también en la versión expandida de la Justicia de la Rus (Rúskaya Pravda), en donde se refiere a un huérfano o a un exiliado, por lo que un príncipe izgói era visto como un príncipe "huérfano" o "exiliado" al ser dejado de lado en la sucesión del trono de Kiev. Pero no eran, por lo general, príncipes sin tierras, como se decía, ya que conservaban las tierras patrimoniales otorgadas en las provincias.
Un ejemplo de príncipe izgói sería Rostislav Vladímirovich, hijo de Vladímir Yaroslávich. Debido a que Vladímir murió en 1052, dos años antes que su padre, Yaroslav el Sabio (1054), este nunca ocupó el trono de Kiev, por lo que Rostislav se convirtió en izgói. Sus descendientes, de todos modos, se convirtieron en príncipes de Galitzia, al noroeste de Ucrania. Fueron excluidos de reclamar el título de Gran Príncipe en Kiev, pero no se quedaron sin tierras.